# WISA Woodsat
WISA Woodsat — «деревянный» кубсат, созданный финской компанией Arctic Astronautics, занимающейся созданием комплектующих для наноспутников. Позиционируется, как «первый деревянный спутник в космосе».

## Описание
Спутник покрыт фанерными панелями и создан для тестирования поведения фанеры в условиях космоса. Он оборудован двумя камерами, одна из которых, на выдвижной металлической штанге, призвана делать селфи для наблюдений за состоянием фанеры.
Спутник планируется запустить в рамках Недели космоса, отмечаемой ООН, и отправить на нём «100 обращений к Планете Земля», отбираемых с помощью конкурса.

## Миссия
Изначально запуск спутника планировался на конец 2021 года, но далее был перенесён на первую половину 2022 года, для доработки радиооборудования, однако и на март 2023 года сообщений о запуске и новых данных на сайте проекта не появлялось.

## Аналогичные проекты
Об аналогичном намерении запустить «первый деревянный спутник» (тоже кубсат) в 2023 году заявила и Япония. Для выбора его материала в 2022 году на МКС протестируют поведение различных пород дерева в условиях орбитальной среды.